# Henryk von Honstein
Henryk von Honstein, także Henricus de Honsten (urodz. ?, zm. po 1249) – wicemistrz krajowy Prus w latach 1248–1249.

## Życiorys
Henryk był najprawdopodobniej synem Elgera von Honstein oraz Ody, córki burgrabi magdeburskiego Burcharda II i należał do hrabiowskiej rodziny osiadłej w północnej Turyngii. 
Nie wiadomo kiedy Henryk von Honstein przybył do Prus. Źródła podają, że w roku 1246 przebywał w Elblągu. Nie jest jasne czy należał on wówczas do elbląskiego konwentu, czy też jedynie towarzyszył mistrzowi zakonu krzyżackiego Henrykowi von Hohenlohe w jego w podróży do prowincji pruskiej. W okresie 1248 – 1249 podczas nieobecności w Prusach mistrza krajowego Dytryka von Grüningen pełnił funkcję wicemistrza krajowego. Z Prus Henryk von Honstein wyjechał na przełomie lutego i marca 1249 roku. Podczas tej podróży w połowie marca spotkał się z biskupem wrocławskim Tomaszem I we Wrocławiu. 
Na okres pełnienia, przez Henryka von Honstein, funkcji zastępcy mistrza krajowego Prus, przypadają ważne wydarzenia dla zakonu krzyżackiego. 24 listopada 1248 roku, podpisano na Kowalowym Ostrowie pokój z księciem gdańskim Świętopełkiem, a w roku następnym 7 lutego zawarto Ugodę Dzierzgońską, kładącą kres pierwszemu powstaniu pruskiemu. 